# Dan Lucas

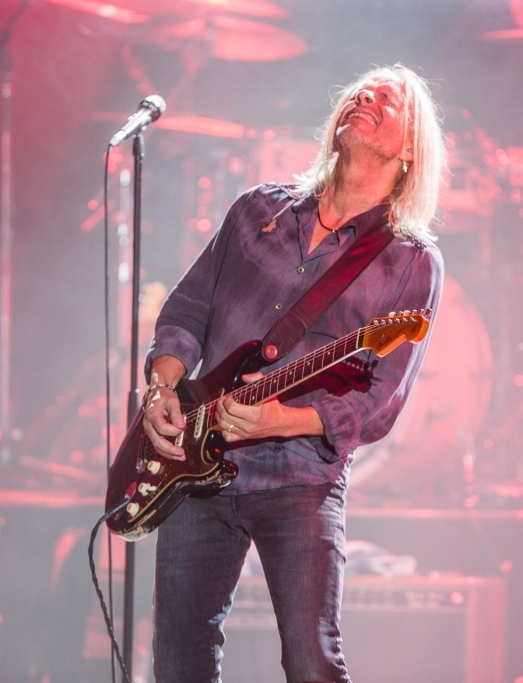
Dan Lucas (2016)

Dan Lucas (bürgerlich Lutz Salzwedel, * 28. März 1954 in Falkensee) ist ein deutscher Rocksänger, Gitarrist, Songschreiber und Musical-Darsteller.

## Leben
Salzwedel wuchs in der DDR auf, erlernte das Gitarrenspielen als Autodidakt und trat als Jugendlicher mit verschiedenen Schülerbands auf. Nach dem Abitur studierte er zunächst Sprachwissenschaften an der Pädagogischen Hochschule Potsdam und arbeitete danach als Lehrer für Englisch und Russisch an einer Potsdamer Oberschule. Trotz gesellschaftlicher Widerstände gab Salzwedel die Lehrtätigkeit bald wieder auf und nahm ein Zweitstudium in Gitarre und Gesang auf, das er mit der staatlichen Musikerprüfung abschloss.
Salzwedel erhielt die Spielerlaubnis und trat mit der Band Passion auf. In den frühen 1980er Jahren kam der Kontakt mit Karussell zustande und 1984 veröffentlichte die Gruppe das erste Album mit Salzwedel als Sänger. Bei einer Tournee der Band in der Bundesrepublik Deutschland nutzte Salzwedel zusammen mit einem Mitmusiker im Mai 1985 die Unaufmerksamkeit eines Bewachers vom Ministerium für Staatssicherheit zur Flucht und meldete sich bei einer Polizeistation in Wermelskirchen. Nach kurzer Zeit wechselte er seinen Wohnsitz nach West-Berlin. Seine Familie verblieb zunächst in der DDR, litt unter den Repressionen des dortigen Regimes und konnte erst 1987 ausreisen. Wegen „Verletzung der Meldepflicht“ wurde er ex situ nach DDR-Recht straffällig. 1988 war er mit der Band Karo auf einer Europatournee als Support für Meat Loaf. Nachdem keine weitere Zusammenarbeit mit der Plattenfirma der Band zustande gekommen war, löste sich die Band 1989 auf und 1990 zog Salzwedel von West-Berlin nach München. Seine Karriere kam wieder in Fahrt und als er Auftritte in Nordamerika bekam, nahm er 1991 den Künstlernamen Dan Lucas an.
Lucas stand als Solist bei Marlboro Music unter Vertrag, die zwei Alben von ihm veröffentlichten. Die Singleauskopplung Heart of America fand Verwendung in einer McDonald’s-Werbung. Im Juli 1993 gewann er in Istanbul den International Istanbul Music Contest mit dem Titel Canadian Dream aus dem Album Canada. Für das Folgealbum 2000!, das im Studio The Clubhouse in Burbank (Kalifornien) aufgenommen und produziert wurde, konnte er zahlreiche Gastmusiker wie Robin Beck, Lisa Dalbello, Kane Roberts, John Pierce, Reb Beach, Michael Thompson, Michael Landau verpflichten. Außerdem schrieb er zusammen mit Desmond Child den Song Close Your Eyes and Say Goodbye. Mitte der 1990er Jahre wechselte Lucas dann zu Arcade Music, wo er 1996 das Album News veröffentlichte.
Von 2000 bis 2019 war Dan Lucas bei den Beruflichen Fortbildungszentren der Bayerischen Wirtschaft (bfz) als Lehrer und Sozialpädagoge tätig und unterstützte Schüler an Mittelschulen im Landkreis Dachau bei der Berufswahl. Nebenbei war er bis 2019 als Sänger und Gitarrist in verschiedenen deutschen Bands tätig.
Im Januar 2019 wurde Lucas Sieger der ersten Staffel der Sat.1-Castingshow The Voice Senior.
Im Frühjahr 2019 nahm Lucas an der Tournee Rock Meets Classic teil, bei der auch Musiker wie Ian Gillan von Deep Purple, Anna Maria Kaufmann sowie die Frontmänner von Bands wie REO Speedwagon, Loverboy, The Sweet und Thin Lizzy mit Band und Orchester auftraten. 2019 wurde beim Plattenlabel Universal Deutschland seine Single Don’t Stop Believin’, eine Coverversion des gleichnamigen Songs der US-amerikanischen Band Journey, veröffentlicht. 2021 erschienen die Singles 1985 und In The Safe Harbor, die auch im nachfolgenden Album The Long Road enthalten sind.
2022 war Lucas hauptsächlich als Musical-Darsteller tätig, so spielt er u. a. im Musical Jack The Ripper von Frank Nimsgern und Reinhardt Friese, das am 17. September 2022 im Theater Hof Premiere hatte, den Ermittler Sergeant Hanks. Am 20. Oktober 2022 feierte das Musical `N Bisschen Frieden von Ralph Siegel und Ronald Kruschak im Theater am Marientor in Duisburg Premiere. Hier spielte Dan Lucas die ältere Rolle des ursprünglich aus der DDR stammenden und über die Ostsee geflüchteten Musikers Richard Steiner alias Rick Stone, der 30 Jahre später von seiner großen Liebe Elisabeth in Brighton aufgespürt wird. Die Produktion wird seit Mai 2023 im Festspielhaus Füssen fortgesetzt.

## Diskografie (Auswahl)
Alben
- 1984: mit Karussell – Was kann ich tun
- 1988: mit Karo – Heavy Birthday[5]
- 1992: Canada
- 1995: unter anderem mit Robin Beck, Lisa Dalbello und Michael Landau – 2000!
- 1996: News[6]
- 2021: The Long Road

Singles
- 1988: Sister Sister (Karo)
- 1991: Hold on Me (Album Canada)
- 1991: Hot Stuff (Album Canada)
- 1992: Someone’s Girl (Album Canada)
- 1993: Wild Wild Wild (Album Canada)
- 1994: It’s Only Money (Album 2000!)
- 1994: If You Need Me Tonite – mit Robin Beck (Album 2000!)
- 1994: Close Your Eyes and Say Goodbye (Album 2000!)
- 1996: Heart of America (Album Canada und News)
- 2019: Don’t Stop Believin’
- 2021: 1985 (Album The Long Road)
- 2021: In The Safe Harbor (Album The Long Road)
- 2022: You Reap What You Sow – mit Frank Nimsgern (Album Jack The Ripper)
- 2023: Wings of Freedom (Ralph Siegel)